# Andrea Di Paola
Pour les articles homonymes, voir Paola.
Andrea Di Paola, né en 1970, est un astronome italien qui travaille à l'observatoire de Rome.[Quand ?]
D'après le Centre des planètes mineures, il a co-découvert onze astéroïdes avec Andrea Boattini. L'astéroïde (27130) Dipaola porte son nom.

## Biographie
| Tous avec A. Boattini |                  |
| (7499) L'Aquila       | 24 juillet 1996  |
| (10589) 1996 OM2      | 23 juillet 1996  |
| (10590) 1996 OP2      | 24 juillet 1996  |
| (11620) Susanagordon  | 23 juillet 1996  |
| (21337) 1997 BN9      | 17 janvier 1997  |
| (22451) Tymothycoons  | 13 novembre 1996 |
| (46673) 1996 OL2      | 23 juillet 1996  |
| (65845) 1997 AK22     | 14 janvier 1997  |
| (100514) 1997 AB24    | 15 janvier 1997  |
| (100515) 1997 AM24    | 15 janvier 1997  |
| (257513) 1997 AJ24    | 15 janvier 1997  |